# Округ Дан (Висконсин)
Дан (енгл. Dunn County) је округ у америчкој савезној држави Висконсин.

## Демографија
По попису из 2010. године број становника је 43.857, што је 3.999 (10,0%) становника више него 2000. године.
| Група             | 2000.          | 2010.          |
| Белци             | 38.122 (95,6%) | 41.225 (94,0%) |
| Афроамериканци    | 135 (0,3%)     | 220 (0,5%)     |
| Азијати           | 849 (2,1%)     | 1.143 (2,6%)   |
| Хиспаноамериканци | 335 (0,8%)     | 626 (1,4%)     |
| Укупно            | 39.858         | 43.857         |